# Coupe de Luxembourg 1971-1972
La Coppa di Lussemburgo 1971-1972 è stata la 47ª edizione della coppa nazionale lussemburghese disputata tra il 29 agosto 1971 e il 27 maggio 1972 e conclusa con la vittoria del Red Boys Differdange, al suo dodicesimo titolo.

## Formula
Eliminazione diretta in gara unica con la eccezione dei quarti di finale e delle semifinali che si sono giocate in gare di andata e ritorno.

### Turno di qualificazione
| Squadra 1                   | Risultato       | Squadra 2                   |
| --------------------------- | --------------- | --------------------------- |
| 29 agosto 1971              |                 |                             |
| Amis des Sports Schifflange | 1 − 2           | Minière Lasauvage           |
| Arantia Berdorf             | 5 − 1           | Tricolore Gasperich         |
| Berdenia Berbourg           | 1 − 3           | Lorentzweiler               |
| Blo-Weiss Itzig             | 5 − 1           | Moutfort/Medingen           |
| Etoile Sportive Clemency    | 5 − 2           | Mondercange                 |
| Feulen                      | 9 − 0           | Sporting Beckerich          |
| Folschette                  | 5 − 3           | Racing Troisvierges         |
| Hamm 37                     | 3 − 3 (6-7 dtr) | Mansfeldia Clausen          |
| Hostert                     | 3 − 1           | Vinesca Ehnen               |
| Jeunesse Schieren           | 10 − 1          | Kischpelt Wilwerwiltz       |
| Les Montagnards Weiswampach | 8 − 0           | Claravallis Clervaux        |
| Marisca Mersch              | 3 − 1           | Daring Echternach           |
| Old Boys Consdorf           | 1 − 2           | Avenir Flaxweiler           |
| Olympique Eischen           | 2 − 1           | Jeunesse Koerich            |
| Pratzerthal                 | 5 − 2           | Hosingen                    |
| Red Boys Aspelt             | 1 − 2           | US Esch                     |
| Remich                      | 7 − 0           | Etoile Sportive Schouweiler |
| UNA Strassen                | 5 − 0           | Progrès Grund               |
| US Bascharage               | 8 − 0           | Titus Lamadelaine           |
| Yellow Boys Weiler-la-Tour  | 1 − 3           | Sanem                       |
| Mertert                     | 1 − 9           | Blo-Weiss Madernach         |

### 1º Turno preliminare
| Squadra 1                     | Risultato   | Squadra 2                   |
| ----------------------------- | ----------- | --------------------------- |
| 3 ottobre 1971                |             |                             |
| Arantia Berdorf               | 4 − 2       | Rambrouch                   |
| Blo-Giel Hupperdange          | 8 − 2       | Boevange/Attert             |
| Blo-Weiss Itzig               | 3 − 2       | Iska Boys Simmern           |
| Bous                          | 8 − 1       | Alisontia Steinsel          |
| Colmar-Berg                   | 1 − 5       | Hostert                     |
| Hobscheid                     | 1 − 2       | Mansfeldia Clausen          |
| Jeunesse Biwer                | 4 − 2       | Jeunesse Junglinster        |
| Jeunesse Canach               | 4 − 1       | Alzetta Cruchten            |
| Jeunesse Schieren             | 5 − 4       | Atert Bissen                |
| Jeunesse Useldange            | 6 − 2       | Avenir Flaxweiler           |
| Kopstal 33                    | 3 − 0       | Jeunesse 07 Kayl            |
| Lorentzweiler                 | 4 − 0       | Pratzerthal                 |
| Luna Oberkorn                 | 3 − 0       | Remich                      |
| Marisca Mersch                | 6 − 0       | Syra Mensdorf               |
| Minière Lasauvage             | 7 − 0       | Noertzange                  |
| Munsbach                      | 3 − 2 (dts) | Folschette                  |
| Olympia Christnach/Waldbillig | 3 − 1       | Feulen                      |
| Racing Rodange                | 1 − 2 (dts) | Etoile Sportive Clemency    |
| Rapid Neudorf                 | 5 − 3       | US Bascharage               |
| Reisdorf                      | 1 − 0       | Minerva Lintgen             |
| Sandweiler                    | 3 − 1       | Les Aiglons Dalheim         |
| Sanem                         | 2 − 1       | Beyren                      |
| Sporting Bertrange            | 2 − 0       | AS Luxembourg               |
| Sporting Mertzig              | 8 − 3       | Les Montagnards Weiswampach |
| Steinfort                     | 3 − 2       | US Esch                     |
| UNA Strassen                  | 1 − 0       | Olympique Eischen           |
| Wiltz 71                      | 3 − 1       | Blo-Weiss Madernach         |
| Ehlerange                     | 1 − 1 (dts) | Kehlen                      |

| Squadra 1                   | Risultato | Squadra 2 |
| --------------------------- | --------- | --------- |
| 13 ottobre 1971 (Spareggio) |           |           |
| Kehlen                      | 2 − 0     | Ehlerange |

### 2º Turno preliminare
| Squadra 1                     | Risultato       | Squadra 2                |
| ----------------------------- | --------------- | ------------------------ |
| 7 novembre 1971               |                 |                          |
| Arantia Berdorf               | 4 − 4 (8-7 dtr) | Lorentzweiler            |
| Blo-Giel Hupperdange          | 2 − 4           | Reisdorf                 |
| Blo-Weiss Itzig               | 2 − 4           | Sanem                    |
| Jeunesse Canach               | 0 − 2           | Jeunesse Biwer           |
| Jeunesse Schieren             | 1 − 0           | Hostert                  |
| Jeunesse Useldange            | 1 − 6           | Etoile Sportive Clemency |
| Kehlen                        | 2 − 5           | Sporting Mertzig         |
| Luna Oberkorn                 | 2 − 5           | Steinfort                |
| Mansfeldia Clausen            | 1 − 3           | Munsbach                 |
| Marisca Mersch                | 1 − 2           | Wiltz 71                 |
| Olympia Christnach/Waldbillig | 2 − 3           | Kopstal 33               |
| Rapid Neudorf                 | 2 − 1 (dts)     | Sporting Bertrange       |
| Sandweiler                    | 3 − 1           | Minière Lasauvage        |
| UNA Strassen                  | 3 − 0           | Bous                     |

### 3º Turno preliminare
| Squadra 1             | Risultato   | Squadra 2                |
| --------------------- | ----------- | ------------------------ |
| 2 gennaio 1972        |             |                          |
| Arantia Berdorf       | 0 − 1       | Grevenmacher             |
| Blue Boys Muhlenbach  | 3 − 0       | Rapid Neudorf            |
| Chiers Rodange        | 2 − 1       | CS Hollerich             |
| Differdange           | 2 − 1       | Sandweiler               |
| Fola Esch             | 2 − 1       | Egalité Weimerskirch     |
| Jeunesse Hautcharage  | 2 − 0       | Mamer 32                 |
| Jeunesse Schieren     | 0 − 1       | Arminia Weidingen        |
| Jeunesse Wasserbillig | 4 − 0       | Young Boys Diekirch      |
| Koeppchen Wormeldange | 4 − 3       | Sporting Mertzig         |
| Mondorf               | 4 − 0       | The Belval Belvaux       |
| Orania Vianden        | 2 − 1       | Résidence Walferdange    |
| Pétange               | 2 − 1       | Swift Hesperange         |
| Red Star Merl/Belair  | 6 − 0       | Kopstal 33               |
| Reisdorf              | 0 − 1       | Oberkorn                 |
| Sanem                 | 2 − 0       | Stade Dudelange          |
| UNA Strassen          | 2 − 1       | Steinfort                |
| Victoria Rosport      | 1 − 0       | US Dudelange             |
| Wiltz 71              | 5 − 1       | Munsbach                 |
| Jeunesse Biwer        | 3 − 3 (dts) | Etoile Sportive Clemency |
| Red Black Pfaffenthal | 0 − 0 (dts) | Sporting Bettembourg     |

| Squadra 1                 | Risultato | Squadra 2             |
| ------------------------- | --------- | --------------------- |
| 5 gennaio 1972 (Spareggi) |           |                       |
| Etoile Sportive Clemency  | 4 − 0     | Jeunesse Biwer        |
| Sporting Bettembourg      | 1 − 0     | Red Black Pfaffenthal |

### Sedicesimi di finale
| Squadra 1                | Risultato   | Squadra 2                |
| ------------------------ | ----------- | ------------------------ |
| 19 marzo 1972            |             |                          |
| Arminia Weidingen        | 1 − 4       | Tetange                  |
| Chiers Rodange           | 2 − 1       | Spora Luxembourg         |
| Differdange              | 1 − 4       | Etzella Ettelbruck       |
| Etoile Sportive Clemency | 1 − 3       | Orania Vianden           |
| Grevenmacher             | 4 − 1       | The National Schifflange |
| Jeunesse Wasserbillig    | 2 − 5       | Blue Boys Muhlenbach     |
| Koeppchen Wormeldange    | 1 − 5 (dts) | Red Boys Differdange     |
| Mondorf                  | 1 − 0       | Jeunesse Hautcharage     |
| Oberkorn                 | 4 − 3       | Jeunesse Esch            |
| Pétange                  | 0 − 1       | Avenir Beggen            |
| Red Star Merl/Belair     | 2 − 1       | Rumelange                |
| Sanem                    | 0 − 4       | Union Luxembourg         |
| UNA Strassen             | 0 − 3       | Alliance Dudelange       |
| Victoria Rosport         | 0 − 1       | Aris Bonnevoie           |
| Wiltz 71                 | 0 − 6       | Fola Esch                |
| Sporting Bettembourg     | 2 − 2 (dts) | Progrès Niedercorn       |

| Squadra 1                 | Risultato   | Squadra 2          |
| ------------------------- | ----------- | ------------------ |
| 22 marzo 1972 (Spareggio) |             |                    |
| Sporting Bettembourg      | 2 − 1 (dts) | Progrès Niedercorn |

### Ottavi di finale
| Squadra 1            | Risultato   | Squadra 2            |
| -------------------- | ----------- | -------------------- |
| 30 aprile 1972       |             |                      |
| Blue Boys Muhlenbach | 1 − 4       | Red Boys Differdange |
| Fola Esch            | 2 − 0       | Tetange              |
| Mondorf              | 2 − 1       | Grevenmacher         |
| Oberkorn             | 0 − 5       | Etzella Ettelbruck   |
| Orania Vianden       | 1 − 2       | Chiers Rodange       |
| Red Star Merl/Belair | 0 − 1 (dts) | Aris Bonnevoie       |
| Sporting Bettembourg | 0 − 3       | Avenir Beggen        |
| Union Luxembourg     | 1 − 2       | Alliance Dudelange   |

### Quarti di finale
•L'andata giocata il 7 maggio e il ritorno giocato l'11 maggio del 1972.
| Squadra 1            | Totale | Squadra 2          | Andata | Ritorno |
| -------------------- | ------ | ------------------ | ------ | ------- |
| Alliance Dudelange   | 2 - 3  | Chiers Rodange     | 1 - 0  | 1 - 3   |
| Aris Bonnevoie       | 5 - 2  | Etzella Ettelbruck | 2 - 0  | 3 - 1   |
| Fola Esch            | 3 - 2  | Avenir Beggen      | 1 - 0  | 2 - 2   |
| Red Boys Differdange | 7 - 2  | Mondorf            | 5 - 1  | 2 - 1   |

### Semifinali
•L'andata giocata il 14 maggio e il ritorno giocato il 17 maggio del 1972.
| Squadra 1            | Totale | Squadra 2      | Andata | Ritorno     |
| -------------------- | ------ | -------------- | ------ | ----------- |
| Fola Esch            | 2 - 3  | Aris Bonnevoie | 1 - 1  | 1 - 2 (dts) |
| Red Boys Differdange | 4 - 3  | Chiers Rodange | 1 - 2  | 3 - 1       |

## Finale
| Arbitro: | Fernand Hilger |

|                                       |           |                              |
| Lamberty 14’, 26’ Carlevaris 33’, 89’ | Marcatori | 48’, 72’ Mousel 61’ Devillet |

| Red Boys Differdange | Aris Bonnevoie |

### Formazioni
| Red Boys Differdange |    |                                   |          |  |  |
|                      |    |                                   |          |  |  |
| POR                  | 1  | Julien Wampach                    |          |  |  |
| DIF                  | 2  | Jean Calmes                       |          |  |  |
| DIF                  | 3  | Gabriel Christophe                |          |  |  |
| DIF                  | 4  | René Flenghi                      |          |  |  |
| DIF                  | 5  | Jean Welter                       |          |  |  |
| DIF                  | 6  | Jimmy Goerres (78' Giardin Bruno) |          |  |  |
| CEN                  | 7  | Erhard Berkefeld                  |          |  |  |
| CEN                  | 8  | Johny Kirsch                      |          |  |  |
| ATT                  | 9  | Gilbert Dussier                   |          |  |  |
| ATT                  | 10 | Lionello Carlevaris               | 33’, 89’ |  |  |
| ATT                  | 11 | Jeannot Lamberty                  | 14’, 26’ |  |  |
| A disposizione:      |    |                                   |          |  |  |
| Allenatore:          |    |                                   |          |  |  |
| ?                    |    |                                   |          |  |  |

| Aris Bonnevoie  |    |                 |          |  |  |
|                 |    |                 |          |  |  |
| POR             | 1  | Théo Stendebach |          |  |  |
| DIF             | 2  | Roger Fandel    |          |  |  |
| DIF             | 3  | Claude Schanen  |          |  |  |
| DIF             | 4  | Henri Roemer    |          |  |  |
| DIF             | 5  | Josy Pesch      |          |  |  |
| DIF             | 6  | Guy Weis        |          |  |  |
| CEN             | 7  | Jacques Mousel  | 48’, 72’ |  |  |
| CEN             | 8  | Adrien Lorge    |          |  |  |
| ATT             | 9  | Carlo Devillet  | 61’      |  |  |
| ATT             | 10 | Pierrot Langers |          |  |  |
| ATT             | 11 | Josy Kirchens   |          |  |  |
| A disposizione: |    |                 |          |  |  |
| Allenatore:     |    |                 |          |  |  |
| ?               |    |                 |          |  |  |